# Federació Anarquista Italiana
La Federació Anarquista Italiana (FAI) (en italià: Federazione Anarchica Italiana, FAI) és l'organització dels principals grups i els moviments que a Itàlia promouen l'anarquia.
Va ser fundada a Carrara el 1945, partint de l'anterior federació anarquista, constituïda des de la base de la Declaració de Principis de la conferència de Bolonya del 1920, que va passar a funcionar clandestinament durant el període feixista i la Segona Guerra Mundial.
La Federació continua publicant l'antic setmanari Umanità Nova -fundat per Errico Malatesta el 1920-. A nivell internacional, a partir de 1968 la Federació Anarquista Italiana és membre de la Internacional de Federacions Anarquistes (IAF-IFA), que reuneix les més representatives federacions anarquistes europees.